# 12859 Marlamoore
12859 Marlamoore è un asteroide della fascia principale. Scoperto nel 1998, presenta un'orbita caratterizzata da un semiasse maggiore pari a 2,2884989 UA e da un'eccentricità di 0,1776919, inclinata di 3,42341° rispetto all'eclittica.